# Альдеуела-де-Періаньєс
Альдеуела-де-Періаньєс (ісп. Aldehuela de Periáñez) — муніципалітет в Іспанії, входить у провінцію Сорія у складі автономного співтовариства Кастилія-і-Леон. Муніципалітет розташований у складі района (комарки) Кампо-де-Гомара. Площа 27,38 км². Населення 49 чоловік (на 2008 рік).

Альдеуела-де-Періаньєс на мапі провінції Сорія